# وانگ وی (بازیکن فوتبال)
وانگ وی (انگلیسی: Wong Wai؛ زادهٔ ۱۷ سپتامبر ۱۹۹۲) بازیکن فوتبال اهل چین است.
از باشگاه‌هایی که در آن بازی کرده‌است می‌توان به اشاره کرد.
وی همچنین در تیم‌های ملی فوتبال زیر ۲۳ سال هنگ کنگ و هنگ کنگ بازی کرده‌است.